# Wharariki Beach
Wharariki Beach je plaža ob Tasmanskem morju, zahodno od rta Farewell, najsevernejše točke Južnega otoka Nove Zelandije.
Peščena plaža, obrnjena proti severu, je dostopna le po 21-minutni pešpoti od konca ceste Wharariki. Do konca ceste je iz najbližjega naselja, majhne vasice Pūponga, približno 4 kilometre. Ob cesti Wharariki Road je plaža, sicer pa je območje nepozidano. Plaža Wharariki Beach meji na Puponga Farm Park, širše območje pa je bolj ali manj obdano s severnim delom narodnega parka Kahurangi. Plažo na vzhodu in zahodu obdajajo pečine, vendar je zaradi ravne topografije območja za njo območje plaže in travnatih sipin za njo precej izpostavljeno vetrovom.
Plaža Wharariki Beach je morda najbolj znana po otokih Archway Islands, ki so pogosto prikazani na fotografijah v novozelandskih pokrajinskih koledarjih. Je tudi privzeta slika zaklenjenega zaslona in eno od ozadij namizja v Microsoftovem operacijskem sistemu Windows 10. 

## Archway Islands
Archway Islands je skupina štirih skalnih skladov ali majhnih otokov, pri čemer celo največji izmed njih meri le približno 300 krat 200 metrov.
Največji od otokov je najbližje celini in meji na plažo Wharariki Beach; na splošno ni odrezan z morjem. Drugi otok leži približno 150 m od obale in je razmeroma raven in poraščen. Preostala dva otoka sta tipična skalnata sklada, pri čemer je večji visok 66 m in ima dva naravna skalnata loka, po katerih je skupina otokov dobila ime.